# معاذ بن مسلم
مُعَاذ الهَرَّاء (…- 187 هـ = …- 803 م)، هو أبو مسلم معاذ بن مسلم بن أبي سارة الهراء النحوي الكوفي، من موالي محمد بن كعب القرضي؛ قرأ عليه الكسائي وروى الحديث عنه، وحكيت عنه في القراءات حكايات كثيرة، وصنف في النحو كثيراً، ولم يظهر له شيء من التصانيف، وكان يتشيع، وله شعر كشعر النحاة.
وكان في عصره مشهوراً بالعمر الطويل، وكان له أولاد وأولاد أولاد، فمات الكل وهو باق. وحكى بعض كتابه قال: صحبت معاذ بن مسلم زماناً، فسأله رجل ذات يوم: كم سنك فقال: ثلاث وستون، قال: ثم مكث بعد ذلك سنين وسأله كم سنك فقال: ثلاث وستون، فقلت: أنا معك منذ إحدى وعشرين سنة، وكلما سألك أحد: كم سنك تقول: ثلاث وستون، فقال: لو كنت معي إحدى وعشرين سنة أخرى ما قلت إلا هذا. 
وقال عثمان بن أبي شيبة: رأيت معاذ بن مسلم الهرا، وقد شد أسنانه بالذهب من الكبر، وفيه يقول أبو السري سهل بن أبي غالب الخزرجي الشاعر المشهور: